# Эрикъюрэ

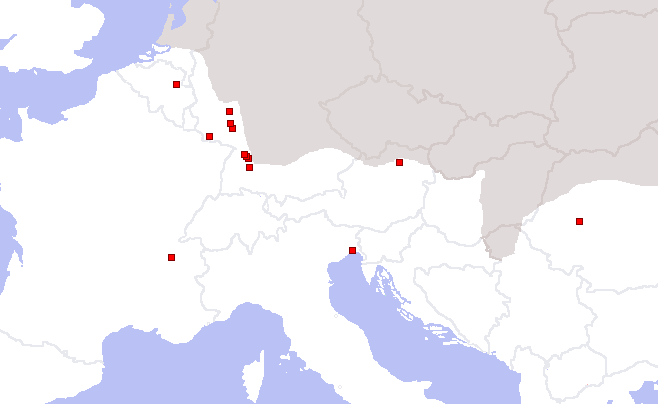
Карта, показывающая географическое распределение различных написаний имени богини, как они встречаются на обнаруженных памятниках, алтарях и других исторических свидетельствах.

Эрикъюрэ (англ. Erecura или Aerecura, также известна под именами англ. Herecura, Eracura или Aeracura; по правилам ирландского диалекта английского языка произносится /ɛrɪˈkjʊərə/; в латинском языке произносится /eːreˈkuːra/) — богиня, которой поклонялись в древнем мире, имеющая кельтское происхождение, похожая на римское божество подземного царства Диспатера и, подобно Диспатеру, объединяющая в себе черты божества подземного царства и божества изобилия.

## В мифологии народов древнего мира
Эрикъюрэ — богиня, которой поклонялись в древнем мире, имеющая кельтское происхождение, изображаемая с чертами Прозерпины и связанная с римским божеством подземного царства Диспатером, как на алтаре в Сульцбахе. Божество Диспатер было упомянуто Юлием Цезарем в «Записках о галльской войне» в качестве прародителя галлов — как божество, от которого, по словам друидов, произошли галлы.
Подобно римскому божеству Диспатеру, Эрикъюрэ объединяет в себе черты божества подземного царства и божества изобилия. В традиционной кельтской мифологии она была богиней, представляющей мать-землю и рог изобилия (корзину с фруктами).
Свидетельства поклонения (памятники, алтари и другие исторические свидетельства) богине Эрикъюрэ найдены преимущественно в Северной Германии, Словении, в меньшей степени — в Италии, Великобритании и Франции.

## В современной мифологии духовных учений «Нового века» («Нью-Эйджа»)
Богиня Эрикъюрэ входит в число нескольких десятков языческих и традиционных божеств, которые, по мнению некоторых представителей духовных учений «Нового века» («Нью-Эйджа»), являются актуальными для людей, идущих по пути духовного развития. В частности, богиня Эрикъюрэ упомянута в книге одного из «проповедников» духовных учений «Нового века» — Дорин Вирче, «Архангелы и вознесённые учителя» (2004 г.).